# Ratagan
Ratagan is een dorp ongeveer 2 kilometer ten noordwesten van Shiel Bridge in de Schotse lieutenancy Inverness in het raadsgebied Highland.